# Gal Fridman
Gal Fridman (in ebraico גל פרידמן‎?; Hadera, 16 settembre 1975) è un velista israeliano.
È stato il primo campione olimpico israeliano nella storia dei Giochi olimpici estivi, a seguito della conquista della medaglia d'oro nella classe mistral (windsurf) alle Olimpiadi di Atene 2004.

## Carriera
Fridman è stato avviato al windsurf dal padre Uri, grande appassionato del mare e dell'acqua, al punto da chiamare i figli Gal (che significa onda), Maayan (fonte) e Yuval (torrente).
Fridman ottenne la sua prima medaglia olimpica (un bronzo) ad Atlanta 1996, sempre nella specialità mistral, e quell'anno fu premiato in patria con il riconoscimento di Sportivo dell'anno. Nel 1998 fu inserito nella  Hall of Fame degli sportivi ebrei.
Dopo aver fallito la qualificazione per Sydney 2000, Fridman abbandonò le gare di windsurf per due anni e si dedicò ad altri sport (tra cui la mountain bike). Al rientro, nel 2003, vinse il campionato del mondo.
L'atleta ha dedicato la vittoria olimpica di Atene alla memoria dei connazionali uccisi nel massacro di Monaco, alle Olimpiadi del 1972.
La storica medaglia, però, gli è stata rubata nel giugno 2005 da ladri che hanno messo a segno un furto nella casa dei suoi genitori a Karkur (presso Hadera), dove il trofeo era conservato.